# تحليل فورييه

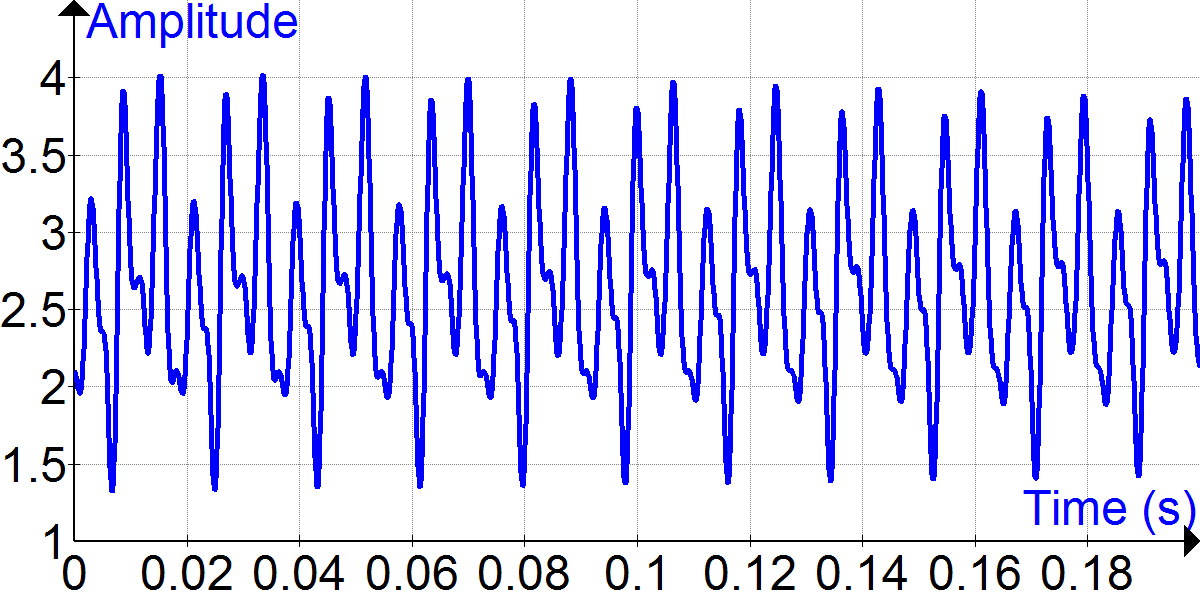
مقطع زمني لموجة بيسيللوتر المفتوح (55 هرتز).

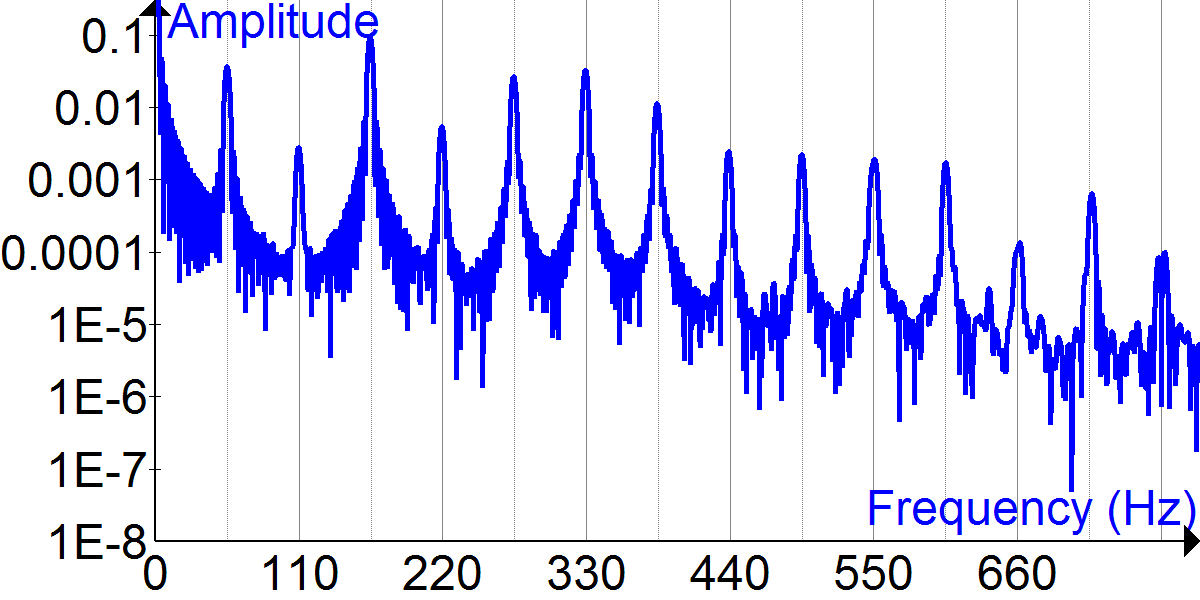
بعد تحويل الموجة بتحليل فورييه للمقطع الصوتي، يكشف التحليل عن المكونات التذبذبية للإشارات والدوال الموجية.

في الرياضيات، تحليل فورييه هو دراسة الطريقة التي قد تتمثل بها الدوال الرياضية العامة أو يمكن تقريبها من خلال حاصل جمع دوال مثلثية أبسط. ظهر تحليل فورييه نتيجة دراسة متسلسلة فورييه، وسُميَّ على اسم العالم جون باتيست جوزيف فورييه، والذي أظهر أن تمثيل دالة على أنها حاصل جمع دوال مثلثية يبسط بقدر كبير دراسة انتشار الحرارة وتراكب الموجات.
ويضم في الوقت الحاضر موضوع تحليل فورييه طرق عديدة في الرياضيات، وفي مجال العلوم والهندسة يُطلق غالبًا على عملية حل الدالة إلى أجزاءٍ أبسط اسم تحليل فورييه. بينما إعادة بنائها من هذه الأجزاء فيُعرف باسم تركيب فورييه. ويُستخدم مصطلح تحليل فورييه في الرياضيات عادةً ليشير إلى دراسة كلتا العمليتين.
من التطبيقات العملية المستخدمة كثيرا في الأجهزة الإلكترونية والاتصالات والإذاعة نشير هنا إلى تطبيق عملي لتحليل فورييه السريع، حيث يقوم حاسوب إلكتروني بعملية فصل إشارات اتصالات مرغوبة عن ترددات مشوشرة، الذي يستخدم بغرض خفض الضجيج.
وتُسمى عملية تفكيك موجات متراكبة نفسها باسم تحويل فورييه. ويُطلق على التحويل في الغالب اسم أكثر تحديدًا يعتمد على النطاق وخصائص أخرى للدالة قيد التحويل. وعلاوةً على ذلك، فقد امتد المفهوم الأصلي لتحليل فورييه بمرور الوقت ليتم تطبيقه على المزيد من الحالات العامة والنظرية، ويُعرف الحقل الرياضي العام عادةً باسم «التحليل التوافقي». ولكل تحويل (انظر قائمة لتحليلات ذات صلة بفورييه) يوجد تحويل عكسي مطابق، يمكن استخدامه في عملية إعادة التركيب.
نشير هنا إلى تطبيق عملي لتحليل فورييه السريع، حيث يقوم حاسوب إلكتروني بعملية فصل إشارات اتصالات مرغوبة عن ترددات مشوشرة (اقرأ خفض الضجيج).

## تطبيقاته

### في تطبيقات معالجة الإشارات
من الامثلة عتطبيقات تحليل فوربيه استخدامه في معالجة اشارات موجة الصوت، وموجات الراديو، والموجات الضوئية، والموجات الزلزالية، وحتى التحليل الطيفي للصورويمكن لتحليل فوربيه عزل المكونات النطاق الضيق لشكل مركب موجي، وزيادة تركيزها لتسهيل كشفها أو إزالتها. ويوجد مجموعة كبيرة من تقنيات معالجة الإشارات من تحويل إشارة فورييه، والتلاعب بالبيانات المحولة من فورييه بطريقة بسيطة، أو عكس التحويل.
تشمل بعض الأمثلة:
- في تسوية التسجيلات الصوتية بعد مرور الصوت بمرحلة فلتره فلتر تمرير النطاق.
- وفي استقبال موجة الراديو الرقمي دون المرور بدائرة فائقة التغاير، كما في الراديوهات الحديثة مثل ماسح راديو.
- وفي معالجة الصور لإزالة النمش أو التشويش من الصور (Image noise) أو ازالة الخطوط الدورية من الصور (periodic noise) أو أزالة تباين الخواص من الصور كازالة التعرج أو الخطوط من فيديو متشابك أو الآثار من التصوير الجوي الشريطي[بحاجة لمصدر] أو في ازالة التشويش أثر تداخل ترددات الإرسال اللاسلكي في الكاميرا الرقمية (Electromagnetic interference).
- وفي الترابط المتبادل للصور لأيجاد علاقة مشتركة (co-alignment)
- وفي علم البلورات بالأشعة السينية لإعادة بناء بنية بلورية من نموذج الانعراج الخاص بها.
- وفي تحويل الطيف الكتلي بالرنين السيكلوتروني الأيوني (Fourier-transform ion cyclotron resonance) لتحديد كتلة الأيونات من تردد حركة السيكلوترون في مجال مغناطيسي.
- ويدخل في العديد من التحليلات الرنينية بما فيه ذلك للتحليل الطيفي، الرنين المغناطيسي النووي والأشعة تحت الحمراء.
- في توليد مخططات طيفية صوتية لتحليل الأصوات.
- وفي توليد مخططات طيفية صوتية للسونار السلبي (Passive sonar) حيث يستخدم لتصنيف الأهداف (classify targets) بناءً على ضوضاء الآلات (machinery noise).